# هند السدوسية
هند بنت عصم السدوسية. شاعرة جاهلية، كانت عند ربيعة بن غزالة الكندي، وكان عنينًا أي يعجز عن جماع النِّساء. لا يُعرف عنها إلا اسمها وبعض أشعارها.